# Libežský mlýn
Libežský mlýn je vodní mlýn v obci Libež na řece Blanici v říčním km 8,37.

## Historie
Mlýn je zmiňován již v roce 1654 v berní rule jako mlýn o dvou kolech s pilou. Tou dobou spadal pod faru v Divišově, kam také odváděl daň. V 18. nebo 19. století byl pak včetně daňové povinnosti přidělen pod Hrádek. V roce 1840 je jako majitel uváděn Antonín Vlížek. Někdy před rokem 1906 hospodářské stavení vyhořelo, v roce 1906 je pak postihla povodeň. V roce 1906 je jako majitel mlýna veden Pavel Pěnkava, který byl mimo jiné také investorem kaple Nejsvětější trojice v Libeži. V roce 1930 byl vlastníkem mlýna František (L.) Veselý, který mlýn roku 1939 prodal novému mlynáři Františku Frýbovi.
Mlýn byl zaplaven během povodní v roce 2013.

## Architektura
Mlýn je zděná vícepodlažní stavba dispozičně dělená. Objekt byl několikrát přestavován, např. ve stylu secese či moderny. V rámci poslední přestavby byla odbourána polovina vysoké mlýnice a nahrazena nízkou obytnou částí z tvárnic. Byla také přistavěna krytá pavlač.
V roce 1654 je uváděn vodní mlýn o dvou kolech. V roce 1930 jedno kolo na střední vodu s hltností 0,414 m³/s, výkonem 6,14 HP a spádem 1,66 m.
Mlýn byl modernizován. Od dva metry vysokého a 28 m dlouhého jezu na řece Blanici vede derivační kanál o délce 65 m k nově instalované Francisově turbíně o výkonu 15 kW. Mlýn slouží jako malá vodní elektrárna od roku 2007.